# Natividade (Río de Janeiro)
Natividade es un municipio brasileño del estado del Río de Janeiro. Situado a una altitud de 182 metros, se subdivide en los distritos de Natividade (sede), Ourânia y Bom Jesus del Querendo. Cuenta con 15.392 habitantes.

## Historia
Su colonización tuvo inicio en la primera mitad del siglo XIX por obra de José Lannes Dantas Brandão. La economía estaba basada en la producción de café, y más tarde, en la ganadería. Hubo también una diversificación de las actividades agrícolas, pasando el municipio a también producir arroz, maíz y frijoles.

## Economía
Actualmente, la principal actividad económica del municipio es el turismo rural — en sus haciendas históricas — y el turismo religioso, debido a los relatos de la aparición de Nuestra Señora de Natividad en el lugar, en el inicio del siglo pasado.

## Medio ambiente
El municipio de Natividade es bordeado por el río Carangola, afluente del río Paraíba del Sur, siendo así integrante del Comité de la Cuenca del Río Paraíba del Sur. En tiempos pasados, el municipio fue nombrado como Natividade del Carangola, y también él es por algunos. 
Es de relevancia que se observe que el río Carangola es un río federal, con la condición de que el baña dos unidades de la federación, los estados de Minas Gerais y del Río de Janeiro. No obstante, hasta la presente fecha, oficialmente el río Carangola no fue debidamente reconocido como un río de dominio federal.